# Zielscheibenfehler
Der Zielscheibenfehler, englisch Texas sharpshooter fallacy, ist ein Begriff aus der Methodenlehre der empirischen Wissenschaften. Er bezeichnet den Trugschluss, aus einer Häufung von Ereignissen auf einen kausalen Zusammenhang rückzuschließen. Kausalität kann jedoch prinzipiell nur gezeigt werden, wenn die Hypothesen vor dem Experiment formuliert und dann getestet werden. Der Name bezieht sich auf einen Texaner, der seine Waffe zufällig auf ein Scheunentor abfeuert und dann um die größte Trefferhäufung eine Zielscheibe malt.
Dieser Fehler tritt häufig als Begleiterscheinung beim Data-Mining auf.
Der Fehler ist eng mit der Clustering-Illusion assoziiert, der menschlichen Eigenschaft, in zufälligen Daten nichtvorhandene Muster zu sehen.

## Beispiele
- Versuche, in den Sonetten von Shakespeare Kryptogramme zu finden, konzentrieren sich vorwiegend auf diejenigen Passagen des Werks, für die der vorgeschlagene Dechiffrieralgorithmus leserliche Resultate ergab.
- „Die Roulettekugel ist achtmal hintereinander auf ungerade Nummern gefallen. Damit stimmt etwas nicht.“ Die Annahme, dass die Kugel nach einer Serie von acht ungeraden Nummern eher auf eine gerade Nummer fallen muss, ist ein weiterer Fehlschluss, genauer: ein Spielerfehlschluss.
- Beim Auftreten seltener Krankheiten sind auch bei statistisch zufälliger Verteilung einzelne Clusterbildungen zu erwarten. Steht nun in einem dieser Cluster ein Atomkraftwerk, kommt es möglicherweise zu einem Fehlschluss der Art cum hoc ergo propter hoc bzw. post hoc ergo propter hoc. Zu prüfen wäre indes, ob etwa Leukämie bei Kindern auch in der Nähe anderer Kernkraftwerke gehäuft auftritt, und insbesondere, ob es Leukämiecluster auch abseits von nuklearen Kraftwerken gibt.
- Durch den Bibelcode dargestellte angeblich verschlüsselte Ereignisse, Namen, Orte und Zeitangaben in Texten.